# Noyelles-lès-Vermelles
Noyelles-lès-Vermelles é uma comuna francesa na região administrativa de Altos da França, no departamento de Pas-de-Calais. Estende-se por uma área de 2,53 km². Em 2010 a comuna tinha 2 382 habitantes (densidade: 941,5 hab./km²).